# Salerno Capitale

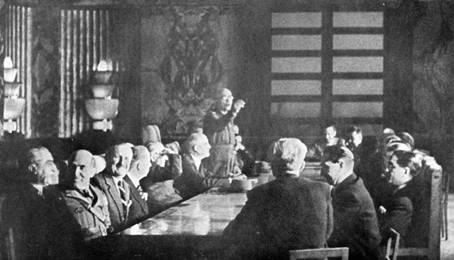
Prima riunione del gabinetto Badoglio a Salerno

Salerno Capitale è una dicitura colloquiale ed enfatica che si riferisce al periodo di cinque mesi dall'11 febbraio al 15 luglio 1944, in cui, durante la seconda guerra mondiale, Salerno fu sede provvisoria del governo italiano. La città, come prima Brindisi, fu sede dell'esecutivo ma non fu mai proclamata capitale costituzionale, che restò quindi formalmente sempre Roma. Salerno fu sede di tre gabinetti: il Governo Badoglio I, il Governo Badoglio II ed il Governo Bonomi II.

## Situazione storica
Nel settembre del 1943, durante la Seconda guerra mondiale, la città di Salerno (e la costa del suo golfo, fino ad Agropoli) fu teatro dello sbarco con cui gli Alleati accedevano alla costa tirrenica della penisola italiana ed aprivano la strada per avanzare verso Roma.
(Art. 1 D.L.L. 20 luglio 1944, n. 160)
Nel periodo che seguì lo sbarco (specificamente dall'11 febbraio 1944) la città ospitò i primi governi dell'Italia post-fascista e la Famiglia Reale divenendo sede provvisoria del governo fino alla liberazione di Roma, avvenuta il 5 giugno del 1944. In questo frangente si ebbe la cosiddetta Svolta di Salerno, con cui gli antifascisti, la monarchia e Badoglio trovarono un compromesso per un governo di unità nazionale.

## Vicende storiche
All'inizio del 1944 la città di Salerno fu scelta per ospitare il I governo Badoglio dopo Brindisi, sede dal 9 settembre 1943 del Re e del gabinetto: dall'11 febbraio al 15 luglio 1944 Salerno fu quindi sede del Governo e residenza reale.

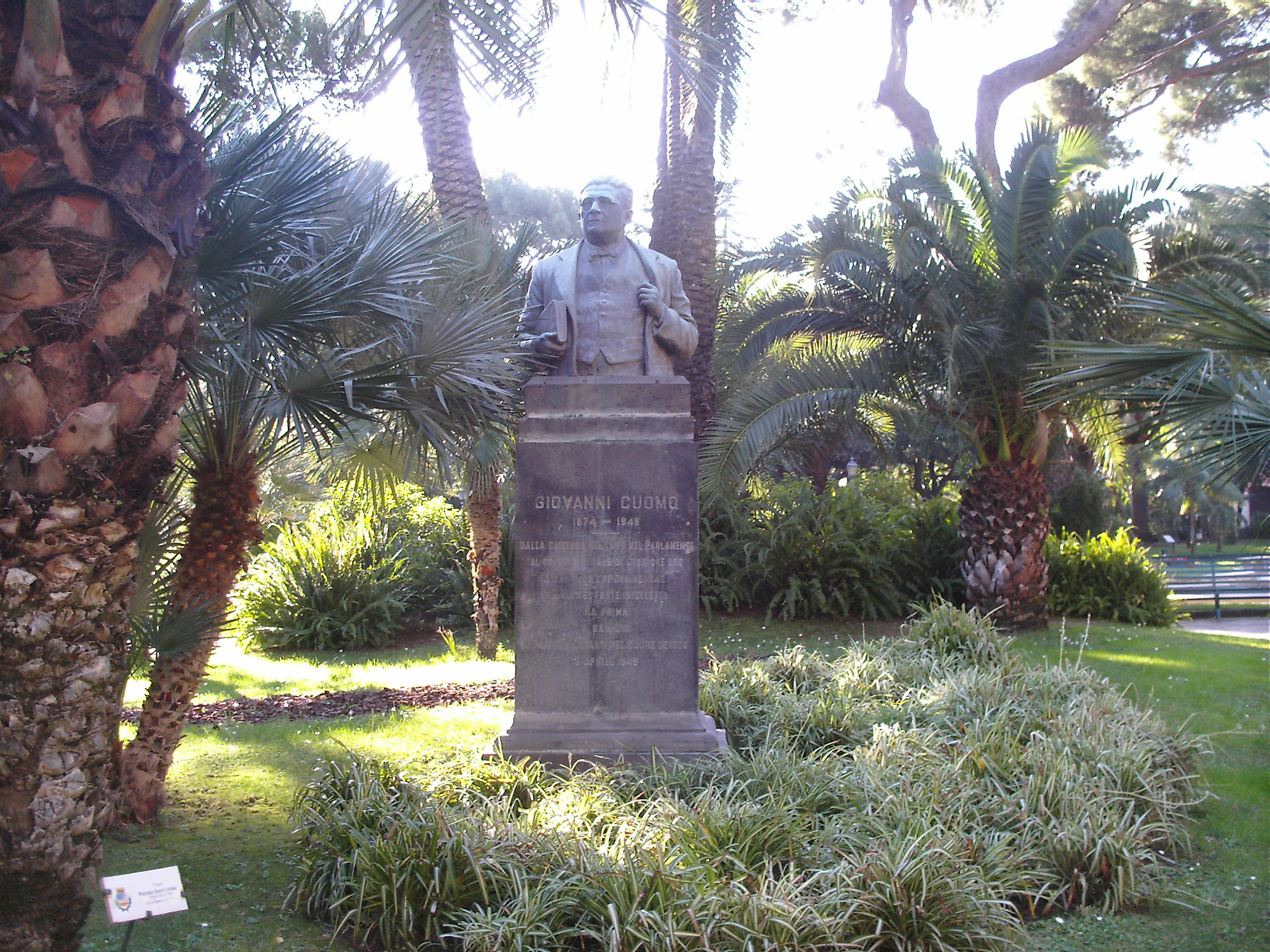
Statua del ministro salernitano Giovanni Cuomo nella Villa Comunale di Salerno

A Salerno la Presidenza del Consiglio, il Ministero dell'Interno ed il Ministero dell'Educazione Nazionale furono ospitati nel Palazzo comunale, mentre il Ministero dei Lavori Pubblici e quello dell'Agricoltura e Foreste andarono a Palazzo Natella, nel centro storico, che ospitava anche gli uffici di collegamento con il Ministero della Marina e con quello della Guerra (rimasti a Brindisi). Il Ministero di Grazia e Giustizia fu ospitato nel Tribunale cittadino; il Sottosegretariato delle Poste e Telegrafi fu al Palazzo delle Poste, il Ministero degli Esteri a Palazzo Barone, il Ministero delle Finanze presso l'edificio delle Corporazioni; il Ministero dell'Industria e Commercio era invece sistemato a Vietri sul Mare, nelle scuole elementari locali.
L'11 febbraio 1944 si trasferì a Salerno il primo governo Badoglio, a cui partecipavano due ministri salernitani: Raffaele Guariglia, agli Esteri fino all'11 febbraio 1944, e da quella data Giovanni Cuomo all'Educazione Nazionale. Mercoledì 16 febbraio 1944 la "Gazzetta Ufficiale" reca come luogo di stampa non più Brindisi ma la città campana.
Nell'aprile successivo fu creato il Governo Badoglio II: il 27 aprile 1944 si riunì il primo Consiglio dei ministri del governo di unità nazionale dopo la caduta del Fascismo, primo passo verso la restaurazione della democrazia in Italia.
Il ministro Giovanni Cuomo, nel nuovo esecutivo, ottenne la creazione del "Magistero" di Salerno con sede a Palazzo Pinto, nell'antica "Via dei Mercanti". In questa forma si concretizzò la rinascita degli studi universitari a Salerno, dopo che - sciolta la Scuola Medica Salernitana nel periodo napoleonico - anche l'ultimo scampolo di università salernitana era stato abolito dal ministro Francesco De Sanctis subito dopo l'Unità d'Italia. Cuomo infatti riuscì a far aprire a Salerno una Facoltà di Magistero, difendendola dai tentativi di soppressione. Tale facoltà, in seguito a lui dedicata, è diventata il nucleo costitutivo della risorta Università di Salerno. Infatti nel 1944 una sezione del Liceo Regina Margherita fu temporaneamente assegnata al neo-costituito "Magistero" Giovanni Cuomo, quando fu creato come prima istituzione universitaria nell'attuale Salerno.
Ivanoe Bonomi, divenuto Presidente del consiglio il 18 giugno 1944, sostituì Pietro Badoglio e realizzò con Togliatti la Svolta di Salerno. La decisione dei comunisti italiani (per creare un governo di unità nazionale) fu presa da Togliatti, giustificando l'ingresso del PCI nel governo con la necessità di intensificare la guerra contro i tedeschi, la democratizzazione del paese e la realizzazione dell'unità del popolo italiano contro il progetto inglese di un'Italia debole nel Mar Mediterraneo.
Gli Alleati, in quei mesi, fecero pressione sul Re d'Italia per farlo abdicare in favore del figlio Umberto II.
Infatti all'inizio di giugno nel 1944, poco prima della liberazione di Roma, Vittorio Emanuele III a Salerno nominò il figlio Luogotenente Generale del Regno in base agli accordi tra le varie forze politiche che formavano il Comitato di Liberazione Nazionale, e che prevedevano di «congelare» la questione istituzionale fino al termine del conflitto. Umberto, dunque, esercitò di fatto le prerogative del sovrano senza tuttavia possedere la dignità di re, che rimase a Vittorio Emanuele III, rimasto a Salerno. Si trattava di un compromesso suggerito dall'ex presidente della Camera Enrico De Nicola, poiché i capi dei partiti antifascisti avrebbero preferito l'abdicazione di Vittorio Emanuele III, la rinuncia al trono da parte di Umberto e la nomina immediata di un reggente civile. Il Luogotenente si guadagnò ben presto la fiducia degli Alleati grazie alla scelta di mantenere la monarchia italiana su posizioni filoccidentali.
Inoltre la nascita della Costituzione della Repubblica italiana in pratica avvenne nella Gazzetta Ufficiale dell'8 luglio 1944, l'ultima del Governo Bonomi II a Salerno, che conteneva il testo di legge che rimandava alla fine della guerra la promulgazione dell'Assemblea Costituente e il relativo Referendum istituzionale sulla Monarchia o Repubblica.

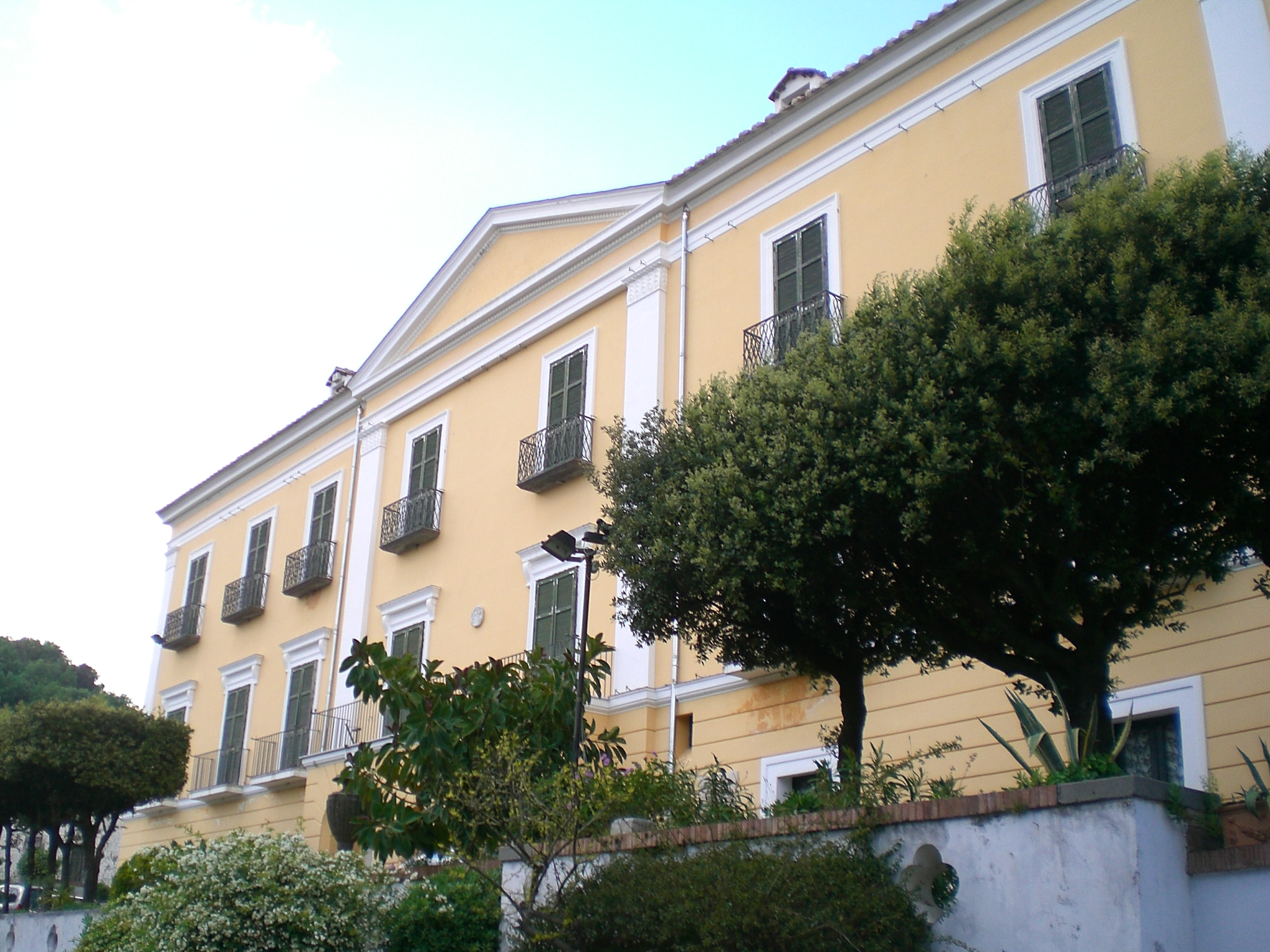
Villa Guariglia (Raito), dove il Re Vittorio Emanuele III alloggiò

Spiega del resto lo storico Nicola Oddati: «Non è azzardato ritenere che la Carta costituzionale sia stata concepita a Salerno, nel Salone dei Marmi, il 22 giugno del 1944, nella prima seduta del governo presieduto da Ivanoe Bonomi e di cui facevano parte, tra gli altri, Benedetto Croce, Carlo Sforza, Meuccio Ruini, Alberto Cianca, Giuseppe Saragat, Alcide De Gasperi e Palmiro Togliatti, quando all'unanimità fu deciso il percorso della Costituente».
Il 4 giugno 1944 Roma fu liberata dai tedeschi ma il governo continuò a riunirsi a Salerno fino al 15 luglio 1944, quando effettivamente si trasferì a Roma.
Il Re Vittorio Emanuele III il 5 giugno del 1944, si era ritirato a vita privata, nominando il figlio Umberto II di Savoia Luogotenente generale del Regno. 
In quei mesi alloggiò a Villa Guariglia, una villa gentilizia a Raito (frazione di Vietri sul Mare) alla periferia settentrionale di Salerno. Alfonso Menna, che fu sindaco di Salerno negli anni cinquanta (e lo conobbe personalmente), era solito dire che l'idea di costruire il lungomare di Salerno era venuta anche dal Re d'Italia.

## Governi a Salerno
Nel Periodo costituzionale transitorio a Salerno vi furono tre governi, i primi due con Badoglio e l'ultimo con Bonomi. 
- Governo Badoglio I
  - Dal 25 luglio 1943 (a Salerno dall'11 febbraio 1944) al 17 aprile 1944
  - Presidente del Consiglio dei ministri: Pietro Badoglio
  - Composizione del governo: Governo tecnico/militare
- Governo Badoglio II
  - Dal 22 aprile 1944 all'8 giugno 1944
  - Presidente del Consiglio dei ministri: Pietro Badoglio
  - Composizione del governo: Governo di unità nazionale (DC, PCI, PSIUP, PLI, PdA, PDL, tecnici e militari)
- Governo Bonomi II
  - Dal 18 giugno 1944 al 12 dicembre 1944 (a Salerno fino al 15 luglio)
  - Presidente del Consiglio dei ministri: Ivanoe Bonomi (PDL)
  - Composizione del governo: DC, PCI, PSIUP, PLI, PdA, PDL